# Perry Mehrling
Perry Gandhi Mehrling (* 14. August 1959) ist ein amerikanischer Wirtschaftswissenschaftler. Er ist Professor am Barnard College der Columbia University in New York City.

## Leben
Mehrling erwarb seinen Doktortitel an der Harvard University. Er befasst sich in seinen Studien zur Wirtschaftsgeschichte mit Finanztheorien.

## Veröffentlichungen
- Spending Policies for Foundations: The Case for Increased Grants Payout, Network for Grantmakers, San Diego, Kalifornien, USA 1999.
- mit Roger J.Sandilands (Hrsg.): Money and Growth: Selected Papers of Allyn Abbott Young. Routledge, London/New York City 1999, ISBN 0-415191556.
- mit Albert Gailord Hart: Debt, Crisis and Recovery: The 1930s and the 1990. M. E. Sharoe, Armonk, New York, USA, ISBN 1-56324-083-1.
- The Money Interest and the Public Interest: American Monetary Thought 1920–1970. Harvard Economic Studies # 162, Harvard University Press, Cambridge, Connecticut, 1997.
- Fischer Black and the Revolutionary Idea of Finance. John Wiley & Sons, Hoboken, NJ, 2005
- The New Lombard Street. How the Fed Became a Dealer of Last Resort. Princeton University Press, Princeton, NJ 2011, Linen: ISBN 978-0-691-14398-9, E-Book: ISBN 978-1-4008-3626-0[1]